# Inschenerne (Polohy)
Inschenerne (ukrainisch Інженерне; russisch Инженерное Inschenernoje) ist ein Dorf in der Ukraine im Rajon Polohy der Oblast Saporischschja.

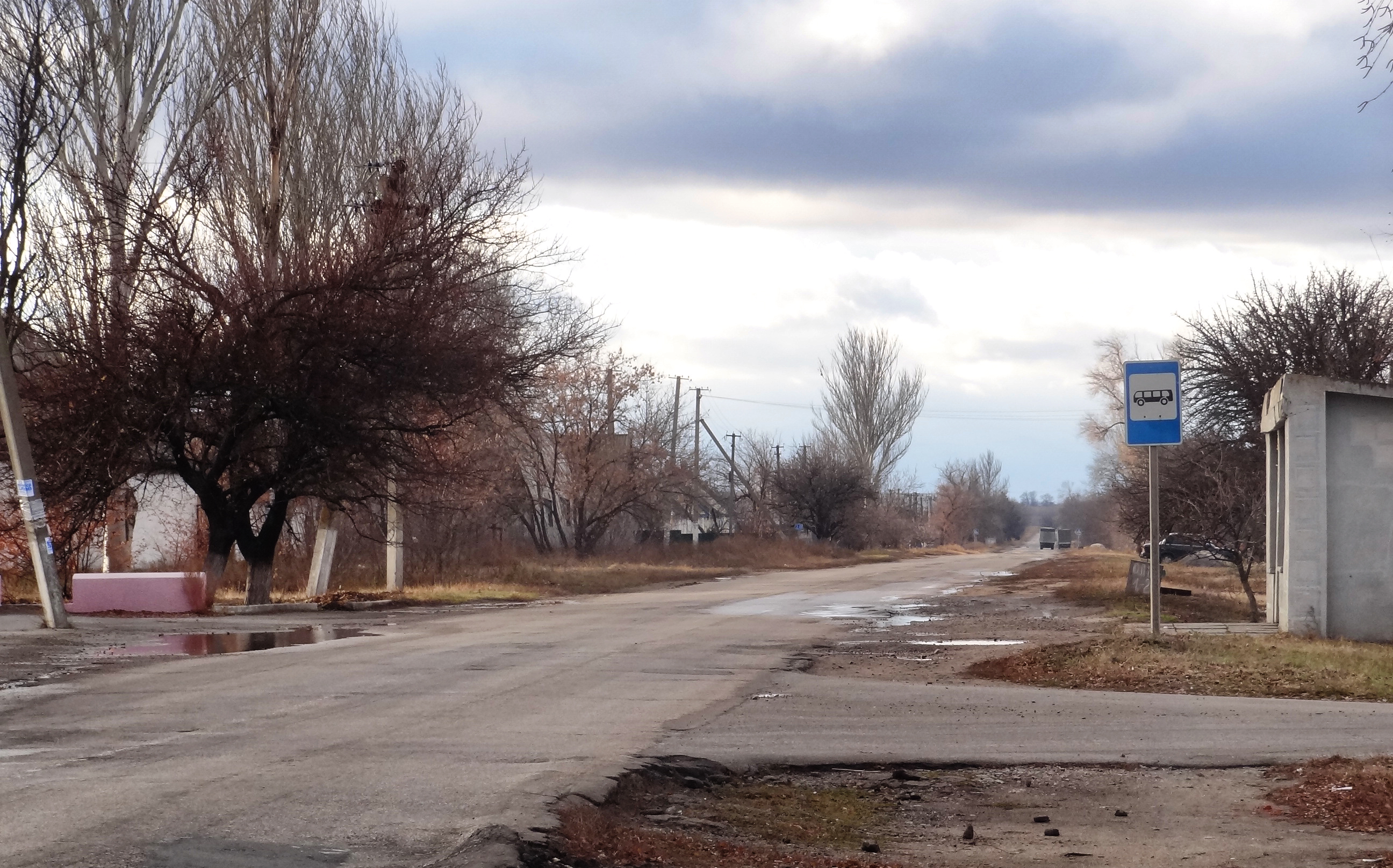
Hauptstraße im Ort

## Lage
Das Dorf liegt 91 km vor Saporischschja und 14 km vor Polohy. Durch das Dorf führt die Bahnstrecke Krywyj Rih–Komysch-Sorja. Das Dorf liegt am linken Ufer des Flusses Kinska.

## Geschichte
Das Dorf wurde 1921 gegründet. Anfangs bestand es aus drei Weilern, die 1956 zusammengelegt wurden. Am 4. April 2022 schossen russische Truppen die örtliche Kunstschule in Brand, der Ort wurde in diesem Zeitraum durch russische Truppen im Rahmen des Russischen Überfalls auf die Ukraine eingenommen und befindet sich seither nicht mehr unter ukrainischer Kontrolle.
Am 12. Juni 2020 wurde das Dorf ein Teil der neugegründeten Stadtgemeinde Polohy, bis dahin bildete es zusammen mit den Dörfern Bahate (Багате), Bahate (Багате),  Nowofedoriwka (Новофедорівка), Nowokarliwka (Новокарлівка), Pawliwske (Павлівське) und Ukrajinske (Українське) die gleichnamige Landratsgemeinde Inschenerne (Інженерненська сільська рада/Inschenernenska silska rada) im Westen des Rajons Polohy.

## Politik
Das Wappen zeigt eine silberne Eisenbahnbrücke und ein goldenes Pferd sowie ein weißes Blatt. Das Blatt symbolisiert die örtliche Papierfabrik.